# Polychrónis Tzortzákis
Polychrónis Tzortzákis (grec moderne : Πολυχρόνης Τζωρτζάκης), né le 3 janvier 1989 à La Canée, est un coureur cycliste grec.

## Biographie

### Débuts cyclistes
En 2007, il est champion de Grèce sur route junior. En 2010, il finit 2e du championnat national sur route en catégorie élite puis rejoint l'équipe continentale grecque Heraklion Kastro-Murcia. En 2011, il remporte pour la seconde fois le championnat national du contre-la-montre espoirs. Par ailleurs, il se classe 6e du Tour de Grèce et se voit sélectionné pour représenter son pays lors de la course en ligne des championnats du monde des moins de 23 ans à Copenhague où il termine 126e.

### 2012 - 2015: séjour en France

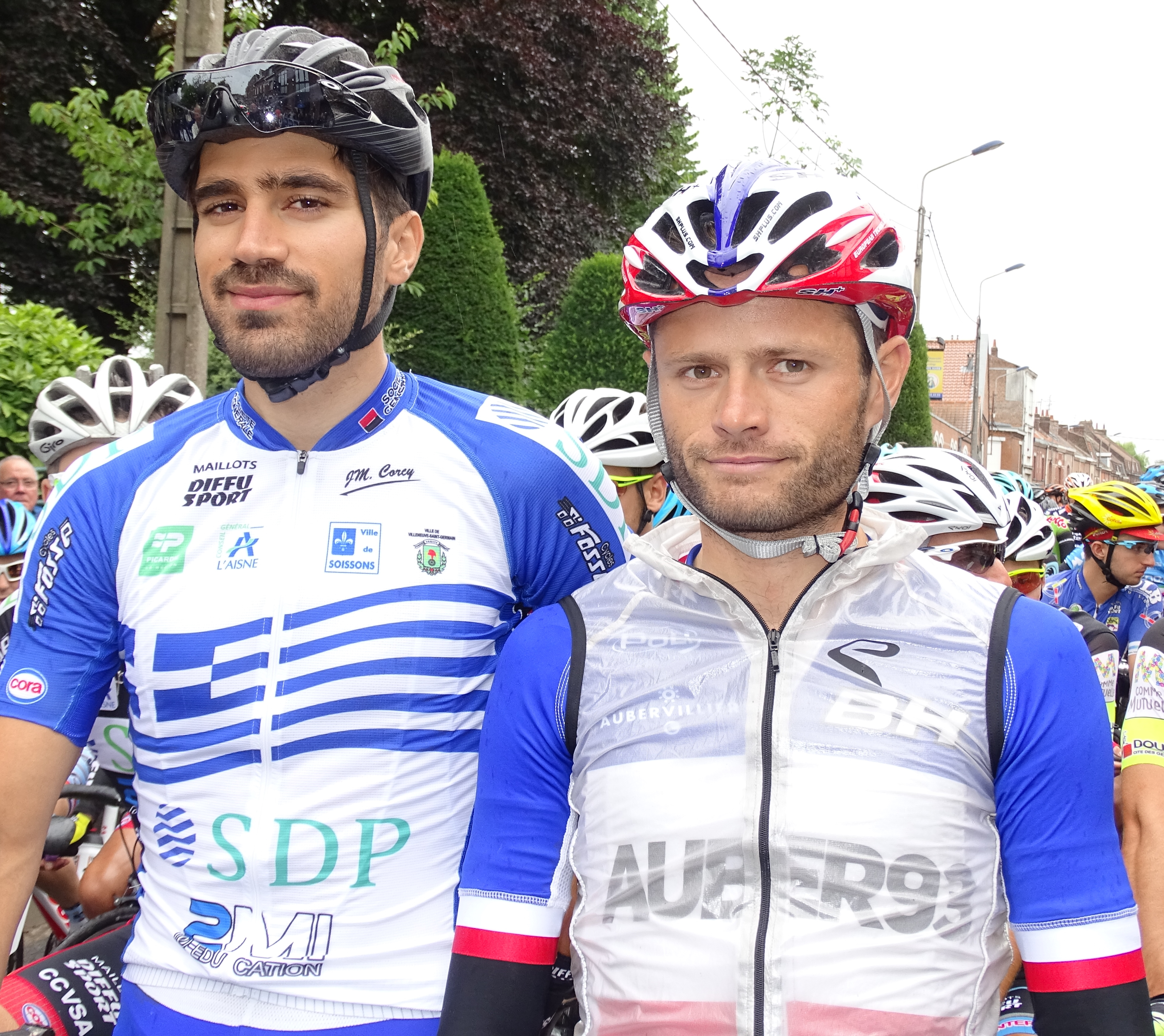
Polychrónis Tzortzákis (à gauche) et Steven Tronet lors du Grand Prix de la ville de Pérenchies 2015.

Il s'installe en France en 2012 et court sous les couleurs du Guidon chalettois. Il remporte notamment la 2e étape du Trophée de l'Essor. En 2013, il s'adjuge deux étapes sur le Tour du Loiret et le Tour Nivernais Morvan.
En 2014, il entre dans l'équipe de l'UC Nantes Atlantique, devient champion de Grèce du contre-la-montre et remporte La Castelbriantaise. 
En 2015, il est recruté par le CC Villeneuve Saint-Germain, termine 3e de Belgrade-Banja Luka et se classe 6e de Paris-Mantes. Au cours de cette saison, Tzortzakis est sélectionné pour participer aux Jeux européens à Bakou. Il participe au contre-la-montre, dont il prend la 35e place, accusant un retard de plus de 9 minutes sur le vainqueur, Vasil Kiryienka, puis à la course en ligne, qu'il abandonne. Quelques jours plus tard, il devient pour la première fois champion de Grèce sur route. Il est également sélectionné pour disputer les championnats du monde de Richmond, il s’adjuge la 55e place du contre-la-montre mais ne termine par la course en ligne. En 2016, il est deux fois second lors des championnats nationaux et prend la 53e place des championnats du monde du contre-la-montre.

### 2017 - 2019: le retour au niveau continental
En 2017, il remporte la 2e étape du Circuit des plages vendéennes, puis porte les couleurs de l’équipe continentale taïwanaise RTS-Monton Racing. En mars, il participe avec sa formation au Tour de Taïwan sur lequel il se distingue en prenant part à une échappée. En juin, il décroche son 2e titre de champion de Grèce du contre-la-montre et se classe 3e de la course en ligne. Durant l'été, il participe au Tour du lac Qinghai, qu'il boucle au 89e rang du classement général, puis enchaîne avec plusieurs épreuves en Asie comme le Tour de Chine. En fin de saison, il se classe 10e du Hong Kong Challenge et décroche deux Top 10 au sprint sur le Tour de Hainan.
En 2018, il rejoint l'équipe continentale Tarteletto-Isorex. Il arrive à remporter une nouvelle fois le Championnat de Grèce sur route et échoue à la seconde place lors du contre-la-montre, derrière Stylianós Farantákis. Il prend la 8e place du contre-la-montre des Jeux méditerranéens à Tarragone. En Belgique, il signe deux top 15 sur la Coupe Sels et le Circuit du Houtland.
Il connaît sa meilleure saison en 2019, remportant sa première course par étape en représentant l'équipe nationale de Grèce à l'occasion du Tour d'Egypte grâce à sa victoire dans le prologue. Par la suite, il s'adjuge deux étapes consécutives lors du Tour du Maroc, termine 11e au général et leader du classement par points. De retour en Europe, il remporte le championnat de Grèce du contre-la-montre pour la troisième fois ainsi que la première édition d'In the steps of Romans.

### 2020: P.O.Ch Talos
Au mois d'aout 2020, il se classe vingt-septième et dernier du championnat d'Europe du contre-la-montre à Plouay dans le Morbihan. Il termine également 52e des championnats du monde à Imola en septembre.

### 2021 - 2022: Kuwait Pro Cycling Team
En juillet 2021, il participe à la course en ligne des Jeux olympiques de Tokyo, où il est membre de l'échappée du jour.

## Palmarès sur route

### Par années
| - 2006 - 2e du championnat de Grèce sur route juniors - 2e du championnat de Grèce du contre-la-montre par équipes juniors - 3e du championnat de Grèce du contre-la-montre juniors - 2007 - Champion de Grèce sur route juniors - 2e du championnat de Grèce du contre-la-montre juniors - 2008 - 3e du championnat de Grèce du contre-la-montre espoirs - 3e du championnat de Grèce du contre-la-montre par équipes - 2009 - 2e du championnat de Grèce du contre-la-montre espoirs - 3e du championnat de Grèce du contre-la-montre par équipes - 2010 - Champion de Grèce du contre-la-montre espoirs - 2e du championnat de Grèce sur route - 2011 - Champion de Grèce du contre-la-montre espoirs - 3e du championnat de Grèce sur route - 2012 - Nocturne de Cosne-sur-Loire - Grand Prix de la Libération de Chaumont - 2e de la Nocturne de Melun - 2e du Prix d'Autry - 2e du championnat de Grèce du contre-la-montre - 2e de la Nocturne de Sens - 2e du Grand Prix des Grattons - 2e du Prix de Mehun-sur-Yèvre - 3e du Circuit boussaquin - 2013 - 1re étape du Tour du Loiret - 1re étape du Tour Nivernais Morvan - Prix de Gien - Boucles Dunoises - 2e de Dijon-Auxonne-Dijon - 2e du Grand Prix de Lignac - 3e du Prix de Nevers - 3e du championnat de Grèce du contre-la-montre - 3e du Prix de Chalette-sur-Loing et de l'AME - 2014 - Champion de Grèce du contre-la-montre - La Castelbriantaise - 2e de la Nocturne de la Saint-Laurent - 2e du Grand Prix de La Baule - 3e du Grand Prix de Saint-Georges-sur-Loire - 2015 - Champion de Grèce sur route - Prix de Coucy-le-Château - Critérium de Soissons - 2e du Grand Prix de Ham - 3e de Belgrade-Banja Luka I - 3e du Prix Souvenir René-Huel | - 2016 - La Gainsbarre - 1re étape du Tour du Canton de l'Estuaire - Trophée Paul-Fréhel - Grand Prix Le Landreau - Circuit des Bruyères - 2e du Souvenir Michel-Dessus - 2e du championnat de Grèce sur route - 2e du championnat de Grèce du contre-la-montre - 2017 - Champion de Grèce du contre-la-montre - 2e épreuve du Circuit des plages vendéennes - 2e du Grand Prix de Doué-la-Fontaine - 3e du championnat de Grèce sur route - 2018 - Champion de Grèce sur route - 2e du championnat de Grèce du contre-la-montre - 2019 - Champion de Grèce du contre-la-montre - Tour d'Egypte : - Classement général - Prologue - 7e et 8e étapes du Tour du Maroc - In the steps of Romans : - Classement général - 1re étape - 2e du championnat de Grèce sur route - 2e du Grand Prix de la ville de Saint-Nicolas - 2020 - Champion de Grèce du contre-la-montre - 3e du championnat de Grèce sur route - 2021 - Champion de Grèce du contre-la-montre - 3e et 5e étapes du Tour de la Guadeloupe - 3e du Tour d'Estonie - 2022 - 3e du championnat de Grèce sur route - 2023 - Syedra Ancient City - 5e étape du Tour d'Albanie - 2e du championnat de Grèce du contre-la-montre - 3e du Tour Oqtosh-Chorvoq-Mountain II - 2024 - Champion de Grèce du contre-la-montre |  |

### Classements mondiaux
| Année           | 2009   | 2010 | 2011 | 2012   | 2013 | 2014 | 2015 | 2016 | 2017 |
| --------------- | ------ | ---- | ---- | ------ | ---- | ---- | ---- | ---- | ---- |
| UCI Asia Tour   |        |      |      |        |      |      |      |      | 297e |
| UCI Europe Tour | 1 004e | 464e | 561e | 1 009e | 665e | 531e | 235e | 386e | 572e |

## Palmarès sur piste

### Championnats nationaux
| - 2006 - 2e du championnat de Grèce de poursuite par équipes juniors - 3e du championnat de Grèce de vitesse par équipes juniors - 2007 - Champion de Grèce de course aux points juniors - 2e du championnat de Grèce de l'américaine juniors - 2e du championnat de Grèce de poursuite juniors - 3e du championnat de Grèce de poursuite par équipes juniors - 2008 - Champion de Grèce de l'américaine (avec Geórgios Boúglas) - 3e du championnat de Grèce de poursuite par équipes - 2009 - Champion de Grèce de l'américaine (avec Geórgios Boúglas) - 2e du championnat de Grèce de poursuite par équipes - 2010 - Champion de Grèce de l'américaine (avec Geórgios Boúglas) - Champion de Grèce de poursuite par équipes - 2e du championnat de Grèce de course aux points - 3e du championnat de Grèce de poursuite | - 2011 - Champion de Grèce de l'américaine - Champion de Grèce de poursuite - 3e du championnat de Grèce de poursuite par équipes - 2012 - Champion de Grèce de l'américaine - 2e du championnat de Grèce du scratch - 2e du championnat de Grèce de poursuite - 2e du championnat de Grèce de poursuite par équipes - 3e du championnat de Grèce de course aux points - 2022 - 2e du championnat de Grèce de poursuite par équipes - 2023 - Champion de Grèce de poursuite - 3e du championnat de Grèce de course aux points |  |